# Eriopyga dyschoroides
Eriopyga dyschoroides är en fjärilsart som beskrevs av William Schaus 1898. Eriopyga dyschoroides ingår i släktet Eriopyga och familjen nattflyn. Inga underarter finns listade i Catalogue of Life.